# 隙間女
『隙間女』（すきまおんな）は都市伝説の一種。桜金造の代表作のため、彼から広まった様に思われるが、江戸時代の随筆耳袋には類話がある。江戸時代には民間伝承として広まっていた可能性がある。

## あらすじ
基本的には以下のような話。男版もあるが、内容はさほど変わらない。
ある日のこと、一人暮らしをしているある女学生が部屋の中でだれかの視線を感じた気がした。
もちろん、部屋には彼女（彼）の他にはだれもいない。
気のせいかな……そう思って彼女（彼）はそのことを忘れてしまった。
ところが、その日以来彼は毎日のように部屋の中で誰かに見つめられているような感覚に襲われるようになった。
部屋はアパートの3階なので外から覗かれているとは考えにくい。
部屋のどこかに誰かが隠れているのではないかと思い家捜しをしても見たが、もちろんその努力はむだに終わった。
自分はおかしくなってしまったのだろうか……
そんなことも考え始めるようになった時、彼女（彼）はついに視線の主を発見する。
彼女（彼）の部屋のタンスと壁の間にあるほんの数ミリの隙間の中に女が立っており、じっと此方を見つめ続けていたのだ。
話によっては、視線ではなく何かをたたく音で違和感を覚える場合がある。
また、桜金造のバージョンでは以下のような話となっている。
一人の男の人が会社を無断欠勤をした。
心配した同僚が電話をしてみたのだが、一向に連絡がとれない。
そんな状態が一週間も続いたのでみんなで彼のアパートを訪ねた。
すると、彼は家にいた。
聞けば一歩も外へは出ずにずっと家にいたとの事。
同僚の一人が「たまには外に出ないと体に悪いぞ」と誘うと「女が寂しがるからそれはできない」と彼は言った。
みんなが不思議に思って「何を言ってるんだ。女なんてどこにもいないじゃないか？」と訊くと、同僚の一人のすぐ後ろにあるタンスを指差して
「そこにいるんだよ……」
見てみると、壁とタンスの隙間から赤い服を着た女の人がこちらをじっと見ていたそうだ。
同僚たちはその場から逃げだし、男はその後どうなったか誰も知らない、と続く。

## 劇場版
『隙間女 劇場版』（すきまおんな げきじょうばん）は、2014年3月1日に公開された。監督は永江二朗。主演は菊地あやか。

### あらすじ
小春は、妹の今日子に異変が起きたという知らせを受けて今日子の部屋を訪れた。
部屋の中には、あらゆる隙間がテープで目張りされた状態で今日子が倒れていた。意識が戻った今日子は、ある空き家に肝試しに行った時の体験を語りだした。
それは、その空き家に「隙間女」という悪霊が潜んでいるという事実を示すものだった。その呪いに憑りつかれた今日子を助けるため小春は空き家へと向かった。
その空き家には、何も知らず引っ越してきた沙織が、隙間女によって閉じ込められていた。

### キャスト
- 田茂小春（OL） - 菊地あやか
- 市井沙織 - 橘ゆりか
- 田茂今日子（小春の妹） - 芦原優愛
- 田中瞳佳
- 三瀬克也 - 森山栄治
- 永江二朗

### スタッフ
- 監督 - 永江二朗
- 脚本 - 赤間つよし、永江二朗
- エグゼクティブプロデューサー - 藤岡修、酒匂暢彦、大橋孝史
- プロデューサー - 高口聖世巨、岡良亮、金子誠二郎
- 撮影 - 田宮健彦
- 主題歌 - nachi's eight
- 録音 - 西岡正己
- 照明 - 田宮健彦
- 編集 - 佐上佳嗣
- ヘアメイク - 松田蓉子
- キャスティングプロデューサー - 平野貴之
- 助監督 - 松崎亮磨

## 脚註
1. ↑  宇佐和通『THE都市伝説』新紀元社、2004年、26頁。
2. ↑  松山ひろし『壁女-真夜中の都市伝説』イースト・プレス、2004年、77-78頁。